# Chase F. Robinson
Chase F. Robinson ist ein US-amerikanischer Historiker. Sein Forschungsschwerpunkt liegt auf der Geschichte des Vormodernen Mittleren Ostens.

## Leben
Robinson studierte an der Brown University und erhielt dort einen Bachelor of Arts. Des Weiteren besuchte er im Laufe seines Studiums die American University in Cairo, die Universität Kairo und die Hebräische Universität Jerusalem. 1992 promovierte er am Department of Near Eastern Languages and Civilizations der Harvard University zum Ph.D. Ab 1993 wurde er an der Fakultät für Orientalistik, sowie am Wolfson College der University of Oxford tätig und lehrte hier bis 2008. Daneben war er von 1999 bis 2000 Mitglied der School of Historical Studies am Institute for Advanced Study der Princeton University.
Von 2008 bis Juni 2013 war er Provost und Senior Vice President des Graduate Center der City University of New York. Nachdem er als Interim President fungiert hatte, wurde Robinson im Juni 2014 schließlich Präsident des Graduate Center der City University of New York.
Das von ihm herausgegebene Buch The Formation of Islam, sixth to eleventh century gewann den  Waldo G. Leland Prize der American Historical Association.

## Veröffentlichungen (Auswahl)
- Empire and Elites after the Muslim Conquest: The Transformation of Northern Mesopotamia (2000, Cambridge University Press, ISBN 0-521-781159)
- (Hrsg.): A Medieval Islamic City Reconsidered: An Interdisciplinary Approach to Samarra (2001, Oxford University Press, Oxford Studies in Islamic Art, ISBN 0-19-728024-2)
- Islamic Historiography (2003, Cambridge University Press, ISBN 978-0521629362)
- (Hrsg.): Texts, Documents and Artefacts: Islamic Studies in Honour of D.S. Richards (2003, E.J. Brill, ISBN 978-9004128644)
- ‘Abd al-Malik (2005, Oneworld Press, ISBN 1-85168-361-5)
- (Hrsg.): The Formation of Islam, sixth to eleventh century (2010, Cambridge University Press, New Cambridge History of Islam Band 1, ISBN 978-0-521-83823-8)
- mit Sarah Foot (Hrsg.): The Oxford History of Historical Writing, Band 2: Historical Writing, 600-1400 (2012, Oxford University Press, ISBN 978-0-19-923642-8)
- Islamic Civilization in Thirty Lives: The First 1,000 Years (2016, University of California Press, ISBN 9780520292987)